# モンテパラーノ
モンテパラーノ（イタリア語: Monteparano）は、イタリア共和国プッリャ州ターラント県にある、人口約2,400人の基礎自治体（コムーネ）。

## 地理

### 位置・広がり
面積は 3.74 km2 で、ターラント県で最も狭いコムーネである。

#### 隣接コムーネ
隣接するコムーネは以下の通り。
- ターラント（飛地） - 東
- ロッカフォルツァータ - 南西
- サン・ジョルジョ・イオーニコ - 西
- カロジーノ - 北西